# Prison on Fire
Prison on Fire (Originaltitel chinesisch 監獄風雲 / 监狱风云, Pinyin Jiānyù fēngyún, Jyutping Gaam1juk6 fung1wan4 – „unvorhergesehene Ereignisse im Gefängnis“; internationaler Titel englisch Prison on Fire) ist ein in Hongkong produzierter Gefängnisfilm aus dem Jahr 1987 unter der Regie von Ringo Lam mit Chow Yun-Fat und Tony Leung Ka-Fai in den Hauptrollen. Der Film handelt von der Freundschaft zweier Insassen eines Hongkonger Gefängnisses und ihren Konflikten mit den Wärtern und Triadengruppen unter den Inhaftierten.
Der Film hatte in Deutschland keinen regulären Kinostart und erschien nur auf verschiedenen Videoformaten. 1991 erschien ein Sequel unter dem Titel Prison on Fire II.

## Handlung
Der Werbedesigner Lo Ka Yiu tritt eine dreijährige Haftstrafe wegen Totschlags in einem Gefängnis in Hong Kong an. Er wurde verurteilt, weil er einen flüchtigen Dieb im Laden seines Vaters verfolgt hatte und den Flüchtenden auf eine Straße gestoßen hatte, wo dieser überfahren wurde.
Yiu wird zur Arbeit in der Krankenstation eingeteilt, wo er auf Chung Tin Ching trifft. Die Männer freunden sich an und Yiu lässt sich zu Ching in die Wäscherei versetzen. Dort beobachtet Yiu, wie ein Mitglied einer Gang unter der Führung von Triaden-Boss Micky eine Schere von Ching entwendet, um diese als Waffe einzusetzen. Yiu macht Ching darauf aufmerksam, der erreicht, dass er die Schere zurück erhält. Allerdings wird Yiu in der Folge von den Triaden-Mitgliedern schikaniert.
Bei einer Zellenkontrolle werden verbotene Gegenstände (Spielkarten und improvisierte Waffen) gefunden und mehrere Männer aus der Zelle (darunter Yiu, Micky und Bill, ein Boss einer weiteren Triade) abgeführt. Sie werden von Hung, einem ranghohen Wärter verhört, der wegen einer charakteristischen Narbe von den Insassen nur „Scarface“ genannt wird. Hung versucht Yiu als Informanten anzuwerben, was dieser jedoch ablehnt. Danach wird Micky von Hung verhört, den dieser bittet seine Männer nach Werkzeugen suchen zu lassen, die in den Gefängniswerkstätten verschwunden sind (und sich ebenfalls als Waffen eignen). Als Gegenleistung würde er einen Rivalen von Micky in ein anderes Gefängnis verlegen lassen. Da jedoch irgendjemand für die gefundenen improvisierten Waffen zur Rechenschaft gezogen werden muss, schlägt Micky vor zu behaupten Yiu habe einen der Männer von Bill angeschwärzt. Hung geht auf das Angebot ein und verlegt mehrere Gangmitglieder als Bestrafung.
In der folgenden Nacht wird Yiu von Mickys Männern aus der Zelle in den Waschraum gezerrt und dort verprügelt. Ching versucht sie davon abzuhalten, ist aber erfolglos. Als einer der Wächter auf den Lärm aufmerksam wird, sagt Yiu gegenüber dem Wärter aber er sei nur ausgerutscht und wird vorerst in Ruhe gelassen.
Die Freundin von Yiu besucht ihn in der Zelle und kündigt an für neun Monate für ein Studium nach England zu ziehen. Yiu ist aufgewühlt und bittet sie zu bleiben, kann sie aber nicht umstimmen. Später am Tag spricht Micky Yiu in der Wäscherei an und fordert eine Kompensation – in Form von Zigaretten – für die Bestrafung seiner Männer. Yiu beschuldigt ihn darauf öffentlich der Falschbeschuldigung und schubst Micky, der sich dabei im Gesicht verletzt. Es kommt zu einer Schlägerei zwischen Yiu/Ching und Mickys Leuten. Yiu wehrt sich gegen die Übermacht der Gangmitglieder mithilfe einer Glasscherbe, wobei er versehentlich auch Ching verletzt.
Yiu und Ching werden dem Leiter des Gefängnis vorgeführt. Auf die Frage des Leiters wie der Streit entstanden ist, beschuldigt Ching den ebenfalls anwesenden Hung, Yiu eine Falle gestellt zu haben. Der Leiter sichert zu den Fall zu untersuchen und lässt beide in Einzelzellen einschließen. Micky wird letztendlich in ein anderes Gefängnis verlegt.
Im Gefängnisalltag kehrt wieder Normalität ein. Ein Jahr später am Neujahrstag erzählt Ching Yiu warum er inhaftiert ist; genau vier Jahre früher hatte er seine Frau erwischt wie sie sich prostituierte, sie daraufhin getötet und anschließend erfolglos versucht Suizid zu begehen. Ihr gemeinsamer Sohn lebt nun bei der Großmutter und besucht ihn regelmäßig.
Im folgenden Sommer wird Micky wieder in das Gefängnis zurück verlegt. Er sinnt weiterhin auf Rache, da er als Triadenboss noch nie vorher geschlagen worden war. Yiu bittet daher Hung um eine Verlegung von ihm und Ching in ein anderes Gefängnis. Hung hält ihn aber hin. Beim nächsten Besuch der Gefängnisaufsicht spricht Yiu den Inspektor an und fordert eine Verlegung, da er und Ching von Triaden bedroht sind. Hung leugnet die Existenz von Triaden innerhalb des Gefängnis und beschuldigt die beiden Probleme mit anderen Gefangen wegen Spielschulden zu haben. Der Gefängnisleiter weist Hung an einen Bericht zu erstellen und sichert einen Transfer zu, falls die Triadenprobleme sich als real erweisen. Letztendlich verbleiben sie aber in dem Gefängnis und müssen überdies noch die Fäkalgruben reinigen.
Aus Protest gegen die Erhöhung der Zigarettenpreise in der Anstalt beginnen die Gangmitglieder von Bill einen Hungerstreik dem sich auch die Männer von Micky und die übrigen Gefangenen anschließen. Scarface lässt Micky aus dem Speisesaal abführen und fordert ihn auf den Hungerstreik zu brechen, ansonsten würde er alle Triadenanführer einsperren lassen und ihnen sagen Micky habe ihm gegenüber den Initiator des Hungerstreiks preisgegeben. Micky will jedoch nicht als Verräter da stehen und belastet stattdessen fälschlicherweise Yiu als Anstifter. Dieser streitet alles ab und Hung flüstert in Anwesenheit der übrigen Gefangenen auf Ching ein, um den Eindruck zu erwecken dieser habe die übrigen Gefangenen verraten. Der Gefängnisleiter betritt den Speisesaal und fordert alle Anwesenden auf wieder zu essen. Micky beginnt nach Aufforderung durch Hung wieder zu essen und bedroht Ching flüsternd mit Repressionen wenn er weiter Nahrung verweigere. Ching ist durch die weitere Provokation sehr aufgebracht und attackiert Hung mit Unterstützung von Yiu. Beide werden aber von den Wachen mit Schlagstöcken überwältigt und auf die Krankenstation gebracht. Hung erscheint dort in Begleitung dreier weiterer Wärter. Die weiterhin erbosten Yiu und Ching beschimpfen ihn, woraufhin Hung die beiden als Revanche wieder in die reguläre Zelle verlegen lässt (wo sie den Triaden schutzlos ausgeliefert sind).
Dort eingetroffen beginnen Mickys Männer auf Yiu und Ching einzuschlagen sobald die Wärter den Raum verlassen haben. Die übrigen Zelleninsassen intervenieren jedoch und fordern stattdessen, dass Micky sich einem Kampf „Mann gegen Mann“ gegen Ching stellen solle. Ohne die Unterstützung seiner Männer ist Micky Ching unterlegen, als er jedoch zu Boden geht und Ching auf ihn einschlägt, greifen Mickys Männer trotzdem zu seiner Unterstützung ein, wodurch Micky wieder die Oberhand gewinnt. Die Wachen sind unterdessen zwar durch den Kampfeslärm alarmiert, können jedoch die Zelle nicht betreten, da der momentan abwesende Hung sie abgeschlossen hatte. Ching überwältigt Micky und würgt ihn mit einer Bettstange fast zu Tode. Als Hung wieder ein trifft ein stürmen die Wachen die Zelle, so dass Ching im letzten Moment von Micky ablassen muss. Eine große Schlägerei bricht zwischen den Wachen und den Gefangenen aus, während der Ching Hung mit einem Dropkick von einem Etagenbett außer Gefecht setzt. Der wahnsinnig lachende Ching stürzt sich auf Hung und beißt diesem ein Ohr ab.
Einige Monate später wird Yiu aus der Haft entlassen und von seiner Familie und seiner mittlerweile aus Europa zurückgekehrten Freundin in Freiheit in Empfang genommen. Beim Verlassen des Gefängnisses sehen sie wie Ching (der nach der Attacke in ein Krankenhaus verlegt worden war) mit einem Bus wieder in das Gefängnis gefahren wird.

## Rezeption
Bei der 7. Verleihung des Hong Kong Film Award war der Film insgesamt acht Mal nominiert, konnte jedoch keinen Preis gewinnen.